# Драккар
Драккар (норв. Drakkar, от древнескандинавского Dreki — «дракон») — узкая парусно-гребная ладья викингов, с высоко поднятыми носом и кормой, отсюда другое название подобного судна — «длинный корабль» (Langskip). В Европе его ещё называют также и Draka/Dreka. В зависимости от языка написание слова может отличаться.

## Характеристика
Драккары являлись самыми большими боевыми кораблями и их постройка стала возможной лишь после установления в скандинавских странах власти королей, когда достаточные средства были сосредоточены в одних руках. Длина наиболее крупных драккаров достигала 36 метров. На носу крепилась резная голова дракона (отсюда и название типа корабля), а по бортам располагались щиты. Не каждый корабль с головой дракона на носу был драккаром — голова дракона символизировала высокий статус владельца судна, а сам корабль мог быть любым. При приближении к дружественным землям голова дракона убиралась — по поверьям народов Севера, она могла напугать или разозлить добрых духов. Если викинги желали мира, вождь с носа драккара показывал щит, внутренняя сторона которого была выкрашена в белый цвет. Драккары приводились в движение вёслами и прямоугольным парусом, причём одинаково быстро ходили как под первыми, так и под вторым. Управление осуществлялось при помощи рулевого весла с коротким поперечным румпелем, установленного на правом борту. Большие корабли имели до 35 пар вёсел («Великий Змей», построенный для короля Олафа Трюггвасона зимой 999/1000 года) и развивали скорость до 8—10 узлов, что для кораблей такого класса может считаться выдающимся показателем. Подсчитано, к примеру, что в IX веке флот викингов способен был пройти полторы тысячи километров и достичь устья Сены всего за три недели, покрывая в день более 65 км, тогда как сухопутные войска франков проходили в день всего 20—25 км. Драккары отличались многофункциональностью — корабли использовались для военных действий, перевозок, а также для дальних морских плаваний, которые позволяла совершать конструкция корабля. В частности, на драккарах викинги достигали Исландии, Гренландии и Северной Америки.
Драккары являются более крупными аналогами другого типа военных судов викингов — снеки (snekke). Снеки имели меньший размер и меньшую команду (до 60 человек). Приводились они в движение также прямоугольным парусом, имели до 25—30 пар вёсел, и в открытом море могли развивать скорость 15—20 узлов. На практике викинги чаще пользовались для торговли и путешествий ещё меньшими по размерам кноррами, тихоходными, но гораздо более вместительными из-за значительной осадки. На речном мелководье, однако, кнорры ходить не могли.
Драккары же, в силу своей малой осадки, были удобны для передвижения по рекам и фьордам. По этой же причине драккары зачастую использовались для внезапной высадки войск в атакуемой территории. Низкие борта делали драккар слабо различимым на фоне морских волн, что позволяло сохранять незаметность до последнего момента.
Некоторые драккары, обнаруженные при археологических раскопках и тщательно восстановленные, сохранились до наших дней. Ныне они экспонируются в музеях кораблей викингов в Норвегии и Дании.

## Команда
Команда драккара напрямую зависела от размеров корабля. За каждым веслом был закреплен один гребец. Плюс капитан и несколько его помощников. Для викингов драккар был как дом: у каждого было своё место на корабле и своя скамья, где викинг отдыхал и хранил своё имущество.
В ходе целенаправленных военных походов на драккарах перевозилось гораздо больше людей. Известны случаи, когда драккары перевозили сравнительно большие отряды (до 100—150 воинов-викингов), однако в этом случае корабли ходили преимущественно в прибрежных водах, а на ночь отряды всегда высаживались на берег.

## Постройка
Драккары строились из древесины многих пород, среди которых наиболее важны были ясень, сосна и дуб. Кораблестроители викингов изначально выбирали деревья с естественными изгибами для киля и шпангоутов. Сразу после рубки, не дожидаясь высыхания, дерево расщепляли клиньями пополам, а затем полученные заготовки расщепляли далее, исключительно вдоль волокон. Полученные доски можно было изгибать в широких пределах, не опасаясь за их прочность. Для придания доскам дополнительной гибкости их смачивали водой и держали над огнём. Важнейшим инструментом был плотницкий топор. Считалось, что для постройки корабля было достаточно одного топора, однако применяли и другие инструменты: долота, сверла и пр. Пилы, хотя и были известны скандинавам с VIII века, для постройки кораблей не использовались.
Для обшивки использовались доски, укладывавшиеся внахлёст (т. н. обшивка внакрой, или клинкерная). В зависимости от места постройки и традиций, доски скреплялись с помощью железных гвоздей и заклёпок, деревянными гвоздями или даже «вязались». Затем вся конструкция, точно так же, как и сейчас, конопатилась и смолилась. Таким образом, при движении по воде создавалась воздушная прослойка, что повышало стабильность, устойчивость и скорость движения: чем больше становилась скорость, тем устойчивее и ровнее двигался корабль.
Различные исторические организации пробовали воссоздать тот или иной корабль по оригинальным технологиям. К примеру, «Морской конь из Глендалу» (дат. Havhingsten fra Glendalough), 30-метровый боевой корабль, является практически точной копией корабля «Skuldelev II», построенного в 1042 году в Ирландии и затонувшего в конце XI века в датском фьорде Роскильде (корабль назван в честь поселка Скульделев, неподалёку от которого в 1962 году морские археологи нашли на дне фьорда остатки 5 кораблей). На создание «Морского коня из Глендалу» ушло около 300 дубовых стволов, 7000 железных гвоздей и заклёпок, 600 литров смолы и 2 км канатов.
Сегодня реконструкция кораблей викингов стала широко распространенным в Скандинавии увлечением, и на подобных судах там проводятся гонки и регаты. Но частные реконструкторы, как правило, воссоздают корабли, которые по своей конструкции ближе к небольшим кноррам, чем к крупным драккарам, поскольку последние требуют значительных затрат и наличия большой команды гребцов — не менее сотни человек.

## Парус
Паруса шились из шерсти — из длинных волос овец североевропейской породы. Ланолин (жировой слой), покрывающий шерсть, защищал в дальнейшем парус от намокания. Эта технология чем-то напоминает технологию производства современного линолеума. Паруса шили прямоугольной и квадратной формы — для лучшего движения при попутном ветре.
На изготовление большого паруса площадью 112 квадратных метров уходило около 200 кг овечьей шерсти и 9 лет работы. Учитывая то, что одна овца давала 1–2,5 кг шерсти в год, готовый парус высоко ценился.

## Галерея
- Корабли викингов. Реконструкция внешнего облика по сохранившимся элементам.
- Осебергский корабль, носовая часть (Музей драккаров, г. Осло).
- Гокстадский корабль, вид спереди (Музей драккаров, г. Осло).
- Остатки небольшого корабля («Скульделев VI»), найденного во фьорде Роскильде.
- Реконструированные корабли викингов по обнаруженным во фьорде Роскильде остаткам.
- «Заморские гости», Николай Рерих, 1901, Третьяковская галерея.